# Фитто, Раффаэле
Раффаэле Фитто (итал. Raffaele Fitto; 28 августа 1969, Малье, Апулия) — итальянский политический и государственный деятель. Член партии «Братья Италии». В прошлом — министр по делам регионов в четвёртом правительстве Берлускони (2008—2011).

## Биография
Раффаэле Фитто родился 28 августа 1969 года в Малье (Апулия). Младший из троих детей Сальваторе Фитто (губернатор Апулии, погибший 30 августа 1988 года в автокатастрофе) и Риты Леды Драгонетти. В 1994 году Фитто получил высшее юридическое образование в университете имени Альдо Моро в Бари, но ещё в 1990 году был избран от Христианско-демократической партии в региональный совет Апулии. После развала ХДП вступил в Итальянскую народную партию, где стал сторонником Рокко Буттильоне, поддержал политику сближения с Берлускони, перешёл вместе с Буттильоне в новую партию Объединённые христианские демократы и был второй раз подряд переизбран в региональный совет Апулии, а также стал вице-губернатором региона. В 2000—2005 годах Раффаэле Фитто, как и его отец ранее, являлся губернатором Апулии, проиграв перевыборы лидеру левых Ники Вендола. 30 июня 2005 года женился на Адриане Панцери (Adriana Panzeri), у них впоследствии родились двое сыновей — Сальваторе и Габриэле.
В 1999 году избран в Европейский парламент от партии Вперёд, Италия и входил во фракцию Европейской народной партии, но в июне 2000 года досрочно сдал депутатский мандат в связи с избранием его губернатором Апулии. В 2014 году вновь избран в Европарламент по списку возрождённой партии Вперёд, Италия и вошёл в прежнюю фракцию, а 19 мая 2015 года перешёл во фракцию европейских консерваторов и реформистов.
В 2006 году избран в Палату депутатов Италии XV созыва от партии Вперёд, Италия, в 2008 году переизбран и состоял во фракции Народа свободы.
С 8 мая 2008 по 16 ноября 2011 года являлся министром по делам регионов и интеграции территорий в четвёртом правительстве Берлускони.
22 октября 2012 года суд Бари ввиду отсутствия состава преступления вынес оправдательный приговор Фитто по делу о продаже по заниженной цене сети из 23 супермаркетов Cedis в 2003—2004 годах, когда Фитто являлся губернатором Апулии.
13 февраля 2013 года Раффаэле Фитто был осуждён уголовным судом первой инстанции в Бари на 4 года лишения свободы и 5 лет запрета занимать государственные должности по обвинению в коррупции, злоупотреблении властью и незаконном финансировании политической партии, но оправдан по обвинению в хищении государственной собственности и другом эпизоде злоупотребления властью. Фитто было вменено в вину получение взятки в размере 500 тыс. евро от предпринимателя Джампаоло Анджелуччи (Giampaolo Angelucci) и незаконное оформление контракта с принадлежащей Анджелуччи компанией Fiorita на оказание услуг по уборке помещений государственных учреждений и учреждений здравоохранения в регионе Апулия в 1999—2005 годах. Берлускони назвал этот приговор необоснованным и сравнил действия суда с якобинским террором времён Великой Французской революции. Срок заключения был одновременно сокращён на три года в порядке помилования. 29 сентября 2015 года апелляционный суд Бари оправдал Фитто по всем обвинениям в «деле Fiorita» за отсутствием состава преступления.
В 2013 году вновь вошёл в нижнюю палату парламента Италии (XVII созыва), но 25 июня 2014 года досрочно сдал депутатский мандат в связи с избранием в Европарламент.
В феврале 2015 года Фитто возглавил течение сторонников «перестройки» партии Вперёд, Италия под лозунгами политического обновления. В обращении к Берлускони он заявил, что невозможно оставлять во главе правоцентристских сил Маттео Сальвини.

### После разрыва с Берлускони
19 мая 2015 года Фитто объявил создании новой правоцентристской партии — ассоциации консерваторов и реформистов, чья программа основана на политике британского премьер-министра Дэвида Кэмерона. 3 июня 2015 года объявлено о создании в Сенате фракции «Итальянские консерваторы-реформисты». Новая фракция насчитывала 12 сенаторов, возглавила её Анна Чинция Бонфриско.
Позднее возглавил партию «Направление — Италия», одним из наиболее заметных политических достижений которой стала победа на выборах мэра Генуи в июне 2017 года поддержанного ей независимого правоцентриста Марко Буччи.

### Парламентские выборы 2018 года
19 декабря 2017 года Фитто возглавил в должности председателя новосозданный предвыборный список Noi con l’Italia (Мы с Италией), его заместителем стал Саверио Романо, а Маурицио Лупи — координатором.
29 декабря 2017 года Фитто, Лупи и Романо подписали от имени партии предвыборное соглашение с Союзом Центра.
4 марта 2018 года это объединение пошло на очередные парламентские выборы в составе правоцентристской коалиции, основу которой составили Вперёд, Италия и Лига Севера, и заручилось поддержкой чуть более 1 % избирателей, не получив ни одного места в парламенте.

### Возвращение в Европаламент (2019—2022)
В 2019 году вновь избран в Европейский парламент, теперь по списку партии «Братья Италии», и стал сопредседателем фракции Европейских консерваторов и реформистов вместе с Рышардом Легутко.

### Работа в правительстве Италии
22 октября 2022 года при формировании правительства Мелони Фитто был назначен министром без портфеля по европейской политике, сплочению и осуществлению плана восстановления после пандемии COVID-19.
10 ноября 2022 года в сферу ответственности Фитто вошли также вопросы Юга Италии.

### Еврокомиссия
17 сентября 2024 года избран исполнительным вице-президентом Второй комиссии фон дер Ляйен, еврокомиссаром по сотрудничеству, региональному развитию и развитию городов.